# Helsinki Open 2021
Die Helsinki Open 2021 fanden vom 9. bis zum 10. Oktober 2021 in Helsinki statt. Es war die 14. Austragung dieser internationalen Meisterschaften von Finnland im Badminton.

## Sieger und Platzierte
| Disziplin    | Gold                            | Silber                          | Bronze                                |
| ------------ | ------------------------------- | ------------------------------- | ------------------------------------- |
| Herreneinzel | Ananda Galvani Daniswara        | Henri Aarnio                    | Justus Kilpi                          |
| Herreneinzel | Ananda Galvani Daniswara        | Henri Aarnio                    | Eliel Melleri                         |
| Dameneinzel  | Nella Nyqvist                   | Hanna Karkaus                   | Heini Ihalainen                       |
| Dameneinzel  | Nella Nyqvist                   | Hanna Karkaus                   | Heidi Puro                            |
| Herrendoppel | Anton Kaisti Jesper Paul        | Henri Aarnio Marko Pyykönen     | Ananda Galvani Daniswara Robin Jäntti |
| Herrendoppel | Anton Kaisti Jesper Paul        | Henri Aarnio Marko Pyykönen     | Mika Köngäs Jere Övermark             |
| Damendoppel  | Mathilda Lindholm Jenny Nyström | Sarah Asfar Nella Nyqvist       | Hanna Karkaus Johanna Luostarinen     |
| Damendoppel  | Mathilda Lindholm Jenny Nyström | Sarah Asfar Nella Nyqvist       | Jannica Monnberg Heidi Puro           |
| Mixed        | Iina Suutarinen Anton Kaisti    | Jenny Nyström Julius von Pfaler | Mathilda Lindholm Jesper Paul         |
| Mixed        | Iina Suutarinen Anton Kaisti    | Jenny Nyström Julius von Pfaler | Hanna Karkaus Tommi Saksa             |